# Marcus Reichert
Marcus Reichert (19 de juny de 1948 - 19 de gener de 2022) va ser un pintor, poeta, autor, fotògraf i escriptor i director de cinema estatunidenc.

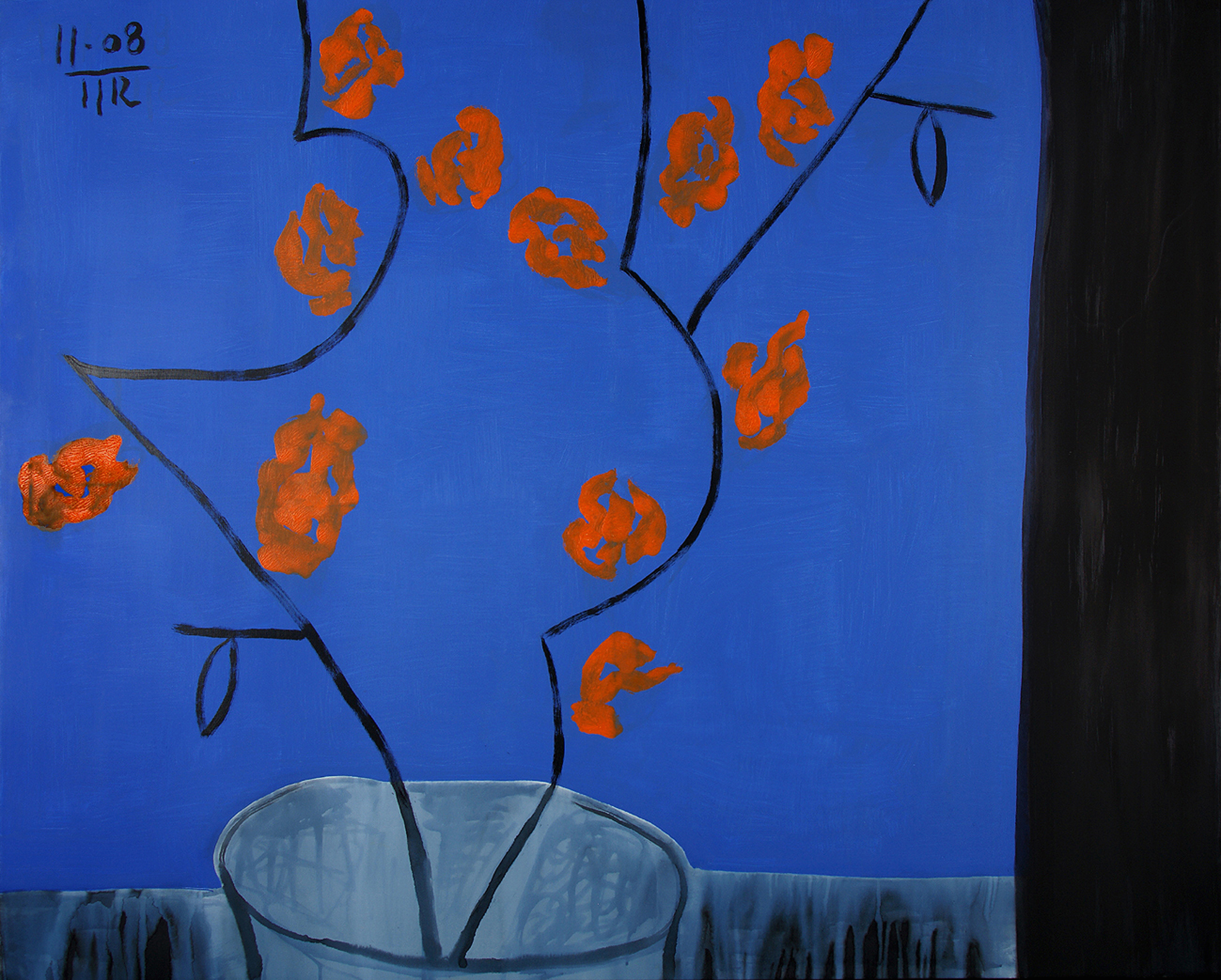
Orange Blossoms 2008

Va tenir la seva primera exposició de pintures als vint-i-un anys al Gotham Book Mart and Art Gallery, Nova York, El 1990, va ser homenatjat amb una retrospectiva organitzada per la Hatton Gallery de la Universitat de Newcastle upon Tyne que va fer una gira en diverses formes a Glasgow, Londres, París i els Estats Units. Les seves crucifixions han estat descrites per Richard Harries, el bisbe d'Oxford, com unes de les pintades més inquietants del segle xx, mentre que el crític estatunidenc Donald Kuspit ha escrit que tant Picasso com Bacon són pàl·lids en comparació. La seva pel·lícula neo-noir Union City, que es va estrenar al 33è Festival Internacional de Cinema de Canes de 1980, va ser descrita per Lawrence O'Toole, crític de cinema de la revista Time, com "una obra mestra sense qualificació". Union City es troba a l'Arxiu Fílmic del Museum of Modern Art, Nova York, i les seves obres cinematogràfiques completes i la seva poesia i prosa inclouen l'Arxiu Marcus Reichert a la Bibliothèque Nationale de France, París.

## Mort
Marcus Reichert va morir el 19 de gener de 2022 a Nimes.

## Photografia

### Monografies (fotografia)
- Gooding, Mel (2003). Reichert: The Human Edifice. London: Artmedia Press. ISBN 190288907X. 100 colour photographs from 30 years of the artist's work.
- Reichert, Marcus (2011). Portrait of the Artist's Wife: Photographs 1966/2011. London: Ziggurat Books. ISBN 9780956657947.

## Escrits
Llibres de o sobre Marcus Reichert:

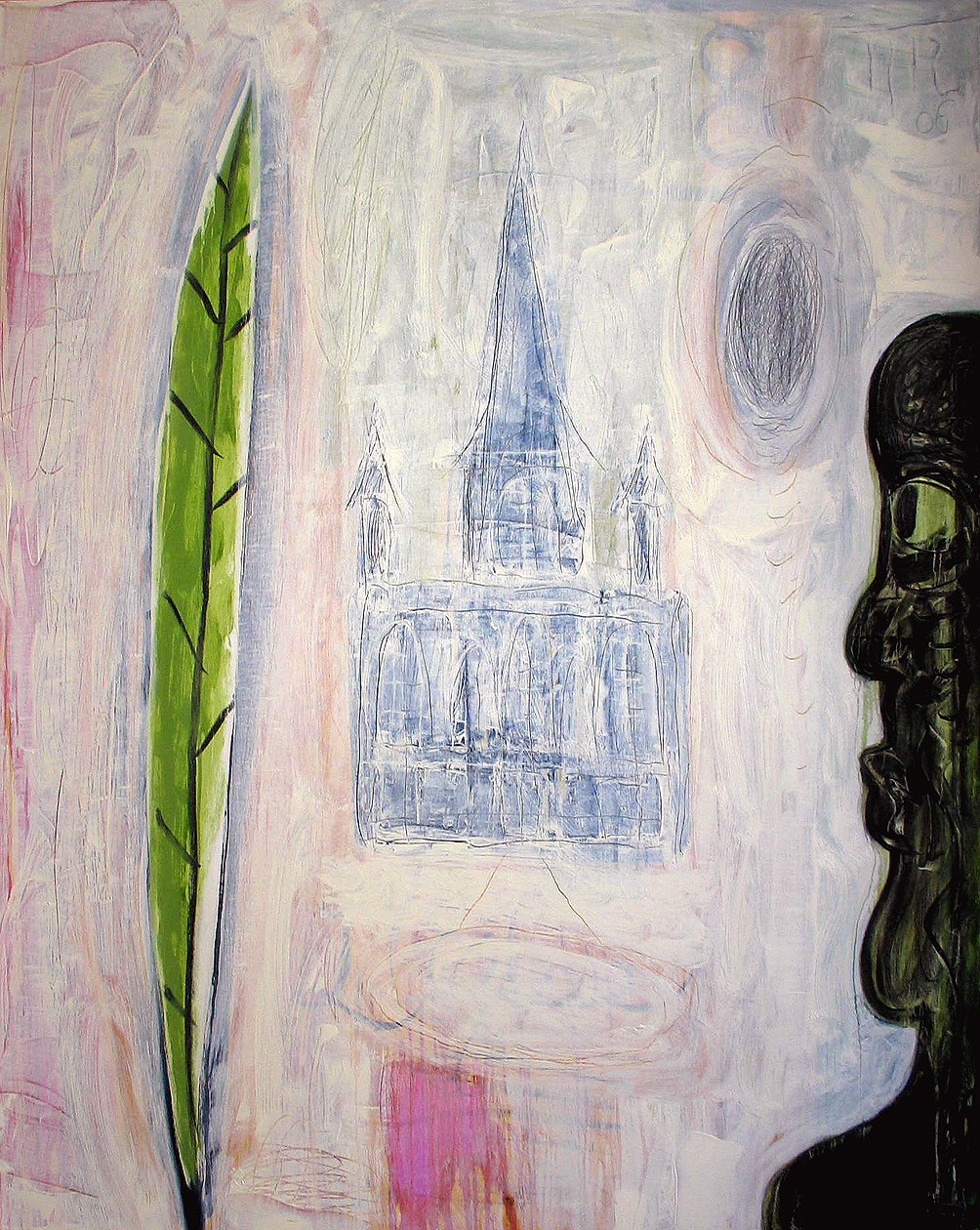
Leaf and Head 2006

- Verdon Angster: A Novel BurnhillWolf Books, Lenoir, North Carolina, U.S. ISBN 0964565501.
- The Miracle of Fontana’s Monkey: A Novel BurnhillWolf Books, Lenoir, North Carolina. ISBN 0964565536.
- Hoboken: A Novel Ziggurat Books International, London & Paris. ISBN 9780956103840.
- Marcus Reichert: Selected Works 1958-1989, Preface by Dr. John Milner, Introduction by Dr. Louise A. DeSalvo. Hatton Gallery, University of Newcastle, U.K.
- Diary of a Seducer, Drawings 1970-71 by Marcus Reichert, Poetry by D.A. Blyler. A Gallery Americas Book, Carrboro, North Carolina, U.S.
- Displaced Person: Poetry, Pornography & Politics, Introduction by Simon Lane. Ziggurat Books, London. The book features selected writing from 1970 to 2005, including Reichert's controversial political articles for the internet, confessional poetry, and excerpts from his three novels. ISBN 9781900439046.
- Art & Ego: Marcus Reichert in Conversation with Edward Rozzo Introduction by Simon Lane. Ziggurat Books, London. ISBN 9780954665654.
- Les Fleurs: The Studies. Images by Marcus Reichert, Introduction by Adam Adelson. Ziggurat Books International, London & Paris, 2013. ISBN 9780957391123.
- Tableaux: Paintings 2002-2012 by Marcus Reichert, Preface by Adam Adelson, Introduction by Donald Kuspit. Ziggurat Books International, London & Paris, 2015. ISBN 9780957391154.
- Mortal, prose and poetry by Marcus Reichert and Donald Kuspit, Ziggurat Books, London, 2016 ISBN 9780957391161.
- Disillusion, paintings by Marcus Reichert and poetry by Donald Kuspit, Ziggurat Books, London, 2018 (limited edition) ISBN 978-1-9164911-0-6.